# Karl Bortoli
Karl Bortoli (* 4. Oktober 1912; † 19. November 2010) war ein österreichischer Fußball-Nationalspieler. Als Verteidiger bei der Vienna wurde er von 1942 bis 1944 dreimal österreichischer Meister.

## Karriere
Der Weinvierteler Karl Bortoli kam über den kleinen Wiener Klub Praterstern 1933 zu den damals drittklassigen Weißen Elf, von wo er 1935 vom Favoritner Klub FC Wien in die I. Liga geholt wurde. Bei den Rot-Weißen spielte er meist als Flügelstürmer, bereits in seiner Debütsaison 1935/36 erzielte er dabei elf Treffer. Karl Bortoli blieb bis zum Abstieg des Klubs 1938 in Favoriten und kam nach einer Spielzeit beim SK Amateure Steyr schließlich zur Vienna nach Döbling. Bei den Blau-Gelben spielte Karl Bortoli anfangs noch im Sturm, wurde aber zusehends als Nachfolger von Willibald Schmaus in der Verteidigung eingesetzt, wo er mit Otto Kaller bald eines der stärksten Abwehrduos Österreichs bildete.
Trotz der widrigen Umstände des Zweiten Weltkriegs konnte die Vienna 1942 bis 1944 österreichischer Meister werden und in den „großdeutschen Wettbewerben“ ebenso erfolgreich bleiben: 1942 wurde man deutscher Vizemeister, 1943 gewann man den deutschen Pokal gegen den LSV Hamburg. Nach Ende des Zweiten Weltkrieges konnte Karl Bortoli nun auch international für Österreich spielen, sein mittlerweile hohes Fußballeralter von 33 Jahren stand dem nicht im Wege. Bis Anfang 1947 kam er insgesamt sieben Mal als Back zum Einsatz, darunter auch 1945 beim ersten Heimspiel nach acht Jahren Pause, dem 4:1 gegen Frankreich. Bei der Vienna blieb er noch bis Jahresende 1947 in Diensten und stand 1946 noch im ÖFB-Cupfinale.
Sein Grab befindet sich auf dem Evangelischen Friedhof Matzleinsdorf.

## Erfolge
- 3 × Österreichischer Meister: 1942, 1943, 1944
- 1 × Österreichischer Cupfinalist: 1946
- 1 × Deutscher Vizemeister: 1942
- 1 × Deutscher Pokalsieger: 1943

- 7 Länderspiele für die österreichische Fußballnationalmannschaft von 1945 bis 1947